# Planungsverband (Tirol)
Ein Planungsverband in Tirol ist ein Zusammenschluss von Gemeinden zum Zweck der gemeindeübergreifenden Planung und Zusammenarbeit. Die Planungsverbände sind Gemeindeverbände nach der Tiroler Gemeindeordnung 2001 und damit Körperschaften öffentlichen Rechts. Im Auftrag der Landesregierung wirken die Planungsverbände an der Erstellung von Regionalprogrammen und -plänen mit und unterstützen die Gemeinden in den Angelegenheiten der örtlichen Raumordnung und bei weiteren Aufgaben.
Die damals 279 Tiroler Gemeinden wurden mit der „Verordnung der Tiroler Landesregierung über die Bildung der Planungsverbände“ mit Ausnahme von Innsbruck in 36 Planungsverbänden zusammengeschlossen.

Mit Verordnung vom 8. Mai 2007 wurde der Planungsverband 37 Innsbruck und Umgebung geschaffen, der die Landeshauptstadt Innsbruck sowie die angrenzenden Planungsverbände Seefelder Plateau, Telfs und Umgebung – Salzstraße, Völs – Kematen und Umgebung – Sellrain, Westliches Mittelgebirge, Südöstliches Mittelgebirge und Hall und Umgebung umfasst.

## Liste der Planungsverbände
G = Anzahl Gemeinden, DSR = Dauersiedlungsraum in Prozent der Fläche
| Nr. | Name                               | Bezirk(e)                       | G. | Gemeinden (Sitzgemeinde des Planungsverbandes in Fettschrift) | Einw. (2012) | Fläche in km² | DSR    |
| --- | ---------------------------------- | ------------------------------- | -- | --- | ------------ | ------------- | ------ |
| 1   | Tannheimertal                      | Reutte                          | 06 | Grän, Jungholz, Nesselwängle, Schattwald, Tannheim, Zöblen | 3.019        | 127,16        | 16,7 % |
| 2   | Reuttener Talkessel                | Reutte                          | 11 | Breitenwang, Ehenbichl, Höfen, Lechaschau, Musau, Pflach, Pinswang, Reutte, Vils, Wängle, Weissenbach am Lech | 17.394       | 307,44        | 12,6 % |
| 3   | Oberes Lechtal                     | Reutte                          | 14 | Bach, Elbigenalp, Elmen, Forchach, Gramais, Häselgehr, Hinterhornbach, Holzgau, Kaisers, Namlos, Pfafflar, Stanzach, Steeg, Vorderhornbach | 5.108        | 556,94        | 5,3 %  |
| 4   | Zwischentoren                      | Reutte                          | 06 | Berwang, Biberwier, Bichlbach, Ehrwald, Heiterwang, Lermoos | 6.217        | 244,13        | 9,3 %  |
| 5   | Stanzertal                         | Landeck                         | 04 | Flirsch, Pettneu am Arlberg, St. Anton am Arlberg, Strengen | 6.170        | 276,64        | 5,6 %  |
| 6   | Landeck und Umgebung               | Landeck                         | 08 | Fließ, Grins, Landeck, Pians, Schönwies, Tobadill, Stanz bei Landeck, Zams | 18.291       | 267,35        | 12,9 % |
| 7   | Paznauntal                         | Landeck                         | 04 | Galtür, Ischgl, Kappl, See | 6.211        | 380,53        | 4,5 %  |
| 8   | Sonnenterrasse                     | Landeck                         | 03 | Fiss, Ladis, Serfaus | 2.592        | 104,51        | 10,4 % |
| 9   | Oberes und Oberstes Gericht        | Landeck                         | 11 | Faggen, Fendels, Kaunerberg, Kaunertal, Kauns, Nauders, Pfunds, Prutz, Ried im Oberinntal, Spiss, Tösens | 10.049       | 565,50        | 5,6 %  |
| 10  | Imst und Umgebung                  | Imst                            | 07 | Imst, Imsterberg, Karres, Karrösten, Mils bei Imst, Nassereith, Tarrenz | 16.831       | 290,01        | 11,0 % |
| 11  | Inntal–Mieminger Plateau           | Imst, Innsbruck-Land            | 06 | Mieming, Mötz, Obsteig, Silz, Stams, Wildermieming | 3.617        | 221,14        | 13,5 % |
| 12  | Pitztal                            | Imst                            | 04 | Arzl im Pitztal, Jerzens, St. Leonhard im Pitztal, Wenns | 7.451        | 312,82        | 8,7 %  |
| 13  | Ötztal                             | Imst                            | 07 | Haiming, Längenfeld, Oetz, Roppen, Sautens, Sölden, Umhausen | 21.542       | 911,48        | 4,7 %  |
| 14  | Seefelder Plateau                  | Innsbruck-Land                  | 04 | Leutasch, Reith bei Seefeld, Scharnitz, Seefeld in Tirol | 8.020        | 300,44        | 6,8 %  |
| 15  | Telfs und Umgebung–Salzstraße      | Innsbruck-Land, Imst            | 10 | Flaurling, Hatting, Inzing, Oberhofen im Inntal, Pettnau, Pfaffenhofen, Polling in Tirol, Rietz, Telfs, Zirl | 35.255       | 209,50        | 19,7 % |
| 16  | Hall und Umgebung                  | Innsbruck-Land                  | 06 | Absam, Gnadenwald, Hall in Tirol, Mils, Rum, Thaur | 37.143       | 105,37        | 25,6 % |
| 17  | Völs–Kematen und Umgebung–Sellrain | Innsbruck-Land                  | 08 | Gries im Sellrain, Kematen in Tirol, Oberperfuss, Ranggen, St. Sigmund im Sellrain, Sellrain, Unterperfuss, Völs | 15.180       | 223,90        | 11,2 % |
| 18  | Westliches Mittelgebirge           | Innsbruck-Land                  | 06 | Axams, Birgitz, Götzens, Grinzens, Mutters, Natters | 16.026       | 91,70         | 22,0 % |
| 19  | Südöstliches Mittelgebirge         | Innsbruck-Land                  | 07 | Aldrans, Ampass, Lans, Patsch, Rinn, Sistrans, Tulfes | 11.042       | 79,07         | 30,9 % |
| 20  | Wattens und Umgebung               | Innsbruck-Land                  | 07 | Baumkirchen, Fritzens, Kolsass, Kolsassberg, Volders, Wattenberg, Wattens | 18.222       | 159,66        | 17,0 % |
| 21  | Stubaital                          | Innsbruck-Land                  | 05 | Fulpmes, Mieders, Neustift im Stubaital, Schönberg im Stubaital, Telfes im Stubaital | 13.039       | 316,99        | 7,0 %  |
| 22  | Wipptal                            | Innsbruck-Land                  | 10 | Ellbögen, Gries am Brenner, Gschnitz, Matrei am Brenner, Navis, Obernberg am Brenner, Schmirn, Steinach am Brenner, Trins, Vals (und bis 2021: Mühlbachl, Pfons) | 14.667       | 491,10        | 9,3 %  |
| 23  | Achental                           | Schwaz                          | 03 | Achenkirch, Eben am Achensee, Steinberg am Rofan | 5.300        | 378,99        | 4,4 %  |
| 24  | Schwaz–Jenbach und Umgebung        | Schwaz                          | 11 | Buch in Tirol, Gallzein, Jenbach, Pill, Schwaz, Stans, Terfens, Vomp, Weer, Weerberg, Wiesing | 38.762       | 365,44        | 16,1 % |
| 25  | Zillertal                          | Schwaz                          | 25 | Aschau im Zillertal, Brandberg, Bruck am Ziller, Finkenberg, Fügen, Fügenberg, Gerlos, Gerlosberg, Hainzenberg, Hart im Zillertal, Hippach, Kaltenbach, Mayrhofen, Ramsau im Zillertal, Ried im Zillertal, Rohrberg, Schlitters, Schwendau, Strass im Zillertal, Stumm, Stummerberg, Tux, Uderns, Zell am Ziller, Zellberg | 35.449       | 1097,18       | 10,2 % |
| 26  | Brixlegg und Umgebung              | Kufstein                        | 08 | Alpbach, Brandenberg, Brixlegg, Kramsach, Münster, Radfeld, Rattenberg, Reith im Alpbachtal | 19.979       | 293,91        | 18,3 % |
| 27  | Kufstein und Umgebung              | Kufstein                        | 04 | Kufstein, Langkampfen, Schwoich, Thiersee | 26.426       | 193,14        | 20,8 % |
| 28  | Untere Schranne–Kaiserwinkl        | Kufstein, Kitzbühel             | 08 | Ebbs, Erl, Kössen, Niederndorf, Niederndorferberg, Rettenschöss, Schwendt, Walchsee | 17.245       | 241,82        | 31,3 % |
| 29  | Wörgl und Umgebung                 | Kufstein                        | 08 | Angath, Angerberg, Bad Häring, Breitenbach am Inn, Kirchbichl, Kundl, Mariastein, Wörgl | 30.979       | 129,10        | 47,4 % |
| 30  | Wilder Kaiser                      | Kufstein, Kitzbühel             | 04 | Ellmau, Going, Scheffau, Söll | 9.404        | 134,22        | 30,9 % |
| 31  | Brixental–Wildschönau              | Kitzbühel, Kufstein             | 06 | Brixen im Thale, Hopfgarten, Itter, Kirchberg in Tirol, Westendorf, Wildschönau | 22.273       | 498,55        | 19,6 % |
| 32  | Leukental                          | Kitzbühel                       | 07 | Aurach, Jochberg, Kirchdorf in Tirol, Kitzbühel, Oberndorf in Tirol, Reith bei Kitzbühel, St. Johann in Tirol | 27.132       | 406,10        | 22,2 % |
| 33  | Pillerseetal                       | Kitzbühel                       | 05 | Fieberbrunn, Hochfilzen, St. Jakob in Haus, St. Ulrich am Pillersee, Waidring | 9.849        | 234,23        | 17,2 % |
| 34  | Iselregion                         | Lienz                           | 08 | Hopfgarten in Defereggen, Kals am Großglockner, Matrei in Osttirol, Prägraten am Großvenediger, St. Jakob in Defereggen, St. Johann im Walde, St. Veit in Defereggen, Virgen | 10.213       | 1080,65       | 5,4 %  |
| 35  | Osttiroler Oberland                | Lienz                           | 10 | Abfaltersbach, Anras, Außervillgraten, Heinfels, Innervillgraten, Kartitsch, Obertilliach, Sillian, Strassen, Untertilliach | 9.416        | 467,23        | 9,6 %  |
| 36  | Lienzer Talboden                   | Lienz                           | 15 | Ainet, Amlach, Assling, Dölsach, Gaimberg, Iselsberg-Stronach, Lavant, Leisach, Lienz, Nikolsdorf, Nußdorf-Debant, Oberlienz, Schlaiten, Thurn, Tristach | 27.992       | 471,42        | 15,1 % |
| 37  | Innsbruck und Umgebung             | Innsbruck, Innsbruck-Land, Imst | 49 | Innsbruck und alle Gemeinden der Planungsverbände 14 bis 20 | 243.995      | 1114,79       | 17,3 % |